# سیارک ۱۱۰۸۲
سیارک ۱۱۰۸۲ (به انگلیسی: 11082 Spilliaert، نامگذاری:1993JW) یازده هزار و هشتاد و دومین سیارک کشف شده‌است که در ۱۴ مه ۱۹۹۳ کشف شد.